# O Resto do Vinho
O Resto do Vinho (em inglês:  The Last of the Wine) é o primeiro romance de Mary Renault passado na Grécia antiga, o lugar e o período histórico que se tornaria o cenário predilecto das suas narrativas. O romance foi publicado em 1956 e é a sua segunda obra tendo a homossexualidade masculina como tema principal. Foi um best-seller entre o meio homossexual da época. O livro é um retrato de Atenas no final da Idade de Ouro e no fim da Guerra do Peloponeso com Esparta, e inclui Sócrates como personagem.

## Resumo do enredo
O romance é narrado por Alexias, um jovem nobre ateniense, que se torna famoso na cidade pela sua beleza e pelos seus feitos de atleta. O romance sugere que os jovens atenienses eram tratados quase como as actuais debutantes, cortejados por homens mais velhos que desejavam ser seus amantes. De facto, numa passagem memorável, o pai de Alexias, Myron, que também já fora belo e um atleta campeão, escreve ao filho antes de deixar Atenas para a Expedição Siciliana. O pai indica ao filho as características que ele deve procurar num amante – qualidades como honra, lealdade e coragem. No entanto, o pai também avisa o filho para não se envolver com mulheres, pois ainda é muito jovem para isso. (Ver pederastia ateniense .)
Enquanto efebo, Alexias apaixona-se por Lísis, um homem na faixa dos 20 anos – um campeão de luta livre e aluno de Sócrates. O romance acompanha o relacionamento deles durante a Guerra do Peloponeso, a rendição de Atenas, o estabelecimento do governo dos Trinta Tiranos sobre Atenas e a rebelião democrática de Trasíbulo . A história termina com os primeiros indícios do eventual julgamento de Sócrates por ensinar blasfémia e semear a desordem social.
Desde o início do romance, Sócrates é um personagem proeminente. Tanto Alexias quanto Lísis se tornam seus alunos na juventude. Sócrates era muito famoso na cidade e conversava sempre com os jovens. Também são caracterizados no romance Platão e várias figuras dos seus Diálogos que foram alunos de Sócrates, incluindo Xenofonte, Críton e Fédon . Outra figura histórica que aparece na história, embora principalmente em segundo plano, é Alcibíades, o general ateniense que fugiu de Atenas, acusado de sacrilégio, trabalhando como conselheiro militar de Esparta, até ser chamado de volta quando a democracia foi restaurada em Atenas. Alexias e Lísis servem sob o comando de Alcibíades até que a sua negligência conduz a frota ao desastre, e ele, mais uma vez, tem de se exilar.
No decorrer do romance, Lísis casa-se com uma jovem que simpatiza com Alexias, e que incentiva a continuação do relacionamento do marido com o rapaz. Pouco tempo depois, Atenas foi derrotada por Esparta na Guerra do Peloponeso. O pai de Alexias, um conservador, é assassinado sob a tirania imposta pelos espartanos, conhecida como a dos Trinta Tiranos. Alexias e Lísis vão para Tebas, onde se juntam a Trasíbulo quando ele lidera uma força de exilados para libertar Atenas. Lísis é morto na batalha entre as Longas Muralhas que vão do porto de Pireu até Atenas (a Batalha de Muníquia). Pouco depois da vitória, Alexias toma a viúva de Lísis sob a sua proteção, casa-se com ela e dá continuidade à sua linhagem familiar. O livro termina com o posfácio de que esta história (incompleta e há muito esquecida) foi encontrada pelo neto de Alexias (também chamado Alexias), um comandante da cavalaria ateniense ao serviço de Alexandre, o Grande.

## Temas principais
O Resto do Vinho aborda os costumes e a cultura da Grécia Clássica, incluindo os simpósios (festas com vinho), o tratamento dado às mulheres, a importância do treino atlético, militar e filosófico entre os jovens, os costumes matrimoniais e a vida quotidiana na guerra e na paz.

## Recepção
Myke Cole escreveu em Tor.com que "Esta análise maravilhosa e elegíaca da Guerra do Peloponeso é notável pelo seu tratamento honesto e íntimo da homossexualidade na Grécia Antiga." 